# Ruta
Rúta je večinoma žensko pokrivalo, navadno kvadratne oblike.